# Holumnica
Holumnica (Duits: Hollomnitz, Hongaars: Hollólomnic) is een Slowaakse gemeente in de regio Prešov, en maakt deel uit van het district Kežmarok.
Holumnica telt 895 inwoners.